# Neonaesa rugosa
Neonaesa rugosa är en kräftdjursart som beskrevs av Harrison och David Malcolm Holdich1982. Neonaesa rugosa ingår i släktet Neonaesa och familjen klotkräftor. Inga underarter finns listade i Catalogue of Life.